# El Común de los pecheros de Soria
El Estado Llano o general conocido como El Común fue una de las tres instituciones que rigieron la Ciudad de Soria (España), desde la Edad Media hasta las reformas liberales del siglo XIX, junto con Los Doce Linajes y el Concejo.

## Origen del Común
El término común se utilizaba en la Castilla medieval para reconocer al conjunto de vecinos pecheros de la población urbana que habitaba de un modo estable en la ciudad y desempeñaba en ella principalmente actividades laborales de artesanía, comercio, agricultura, ganadería y sector de servicios. Las menciones al común proliferan a partir del siglo XIV, asociadas al cambio social y económico que habría culminado con la instauración del regimiento en el gobierno de villas y ciudades a partir de 1345, pero todo indica que entonces el común ya constituía una parte esencial de la sociedad urbana.
Desde su repoblación, la ciudad de Soria (entonces villa), se hallaba dividida para su mejor administración en treinta y cinco colaciones o parroquias, de las que se elegían dieciocho Alcaldes y un juez. Loperráez en el siglo XVIII aporta información sobre este sentido que se recogía en el Fuero de Soria: "La Colación de Santa Cruz daba cada año continuamente un Alcalde por privilegio de Alfonso VIII... las otras treinta y quatro daban por alternativa diez y siete Alcaldes al año, y un Juez, que era el principal, corriendo este de una en otra, hasta igualarse todas en el discurso de treinta y quatro años; pero el Juez salía siempre de la Colación que en aquel año no daba Alcalde. No se podía tener concejo sin concurrir á lo menos diez. Los diez y ocho Alcaldes se repartían en tres Mayordomías, de seis en seis, y cada Mayordomía gobernaba quatro meses á Soria y los pueblos de su jurisdicción que se tenían como aldeas."
A partir del siglo XIV esta forma de gobierno se va perdiendo a favor de los dos estamentos, los caballeros hijosdalgo y las cuadrillas de pecheros. El Común de hombres buenos, es decir, el Estado Llano o General, nació con la reorganización del gobierno local en torno a un criterio administrativo de carácter territorial, lo cual dio lugar a que la ciudad quedara por primera vez subdividida en distritos, denominados cuadrillas, plenamente activas en el siglo XV. Estas cuadrillas o barrios, nacieron en torno a las parroquias e iglesias que se distribuían por la ciudad y el arrabal, lugar en el que normalmente celebraban sus juntas.
El número de cuadrillas varió a lo largo del siglo XV hasta consolidarse completamente en el siglo XVI partiendo de una subdivisión de la ciudad en doce cuadrillas: Cal Nueva, Santo Tomé, San Clemente, San Miguel (de Montenegro), La Cuchillería o Miguel de Rosel, La Zapatería, San Juan, El Collado, Santa Cruz, San Gil, Arrabal realengo (o somero) y Arrabal abadengo (hondonero, bajero o yusero) que osciló reduciéndose en 1490 por la fusión de las cuadrillas de San Gil y La Zapatería en una sola unidad y la desaparición de la cuadrilla de San Clemente, la cual volverá a estar presente definitivamente a partir de 1493. En la primera mitad del siglo XVI, se añadieron a las anteriores cinco cuadrillas más: en concreto las de Santiago (en 1506), San Esteban (1514), Santa Bárbara (en 1517), Santa Catalina (1536) y San Pedro (1543).

## Organización
Las dieciséis cuadrillas en las que se organizaba la ciudad eran:

### La Cruz
La Cuadrilla de la Santa Cruz tomó el nombre de la antigua iglesia de la Santa Cruz, una de las 35 parroquias con las que contaba la ciudad de Soria y que aparece en el censo de Alfonso X realizado en 1270. La parroquia se suprimió en 1779, desapareciendo la fábrica en el siglo XIX. Realizaba sus juntas tanto en la iglesia de su nombre como en la de la Santísima Trinindad.
La Cuadrilla aparece dentro del primer grupo de cuadrillas surgido presumiblemente a finales del siglo XIV. A esta demarcación correspondía toda la parte baja de la ciudad desde la calle Real hasta el puente. Su vecindario se redujo con la despoblación de este sector en beneficio de las zonas altas y arrabales de la ciudad, así como con el surgimiento de las cuadrillas de Santa Catalina y San Pedro a principio del siglo XVI, que vinieron a ocupar parte de su posición geográfica. El límite occidental de esta cuadrilla es difícil de concretar aunque se toma como referencia la trayectoria de la actual Calle de la Santa Cruz, siendo su incendiario escaso, quedando fuera del verdadero casco urbano, rodeada de espacio libre, naturaleza y algunos cultivos. 
No se conserva su imagen titular por haberse fusionado en 1914 con la Cuadrilla de San Pedro. Se trataba de una cruz procesional de madera.

### San Pedro
La Cuadrilla de San Pedro se encontraba en torno a la Colegiata del mismo nombre, Concatedral desde 1959. Esta iglesia no aparece en el censo de 1270 porque por aquel entonces no era parroquia ya que estaba ocupada por los monjes Agustinos. Cuando se suprime el clero regular en el siglo XV se erige en iglesia parroquial con el título de Colegiata. 
Esta cuadrilla fue la última en surgir a mediados del siglo XVI, apareciendo en los primeros documentos en 1543. Su vecindario segregado de la Cuadrilla de la Santa Cruz, comprendía un caserío más significativo que el anterior, más bien ceñido al eje natural del collado, al noroeste de la colegiata (zona conocida como Tobasol). Este espacio presentaba ya cierta compactación urbanística desde la encrucijada que se forma en las inmediaciones de la colegiata de San Pedro hasta más o menos el entorno de la iglesia de San Nicolás.

### Santa Catalina
La Cuadrilla de Santa Catalina se localizaba en torno a la Calle Real. La parroquia a la que pertenecía era la de San Nicolás, una de las 35, tomando su nombre de la santa que se veneraba en la capilla norte del crucero. Santa Catalina fue una santa de notoria importancia en Soria y bajo su patrocinio se fundó la importante Cofradía de Santa Catalina también constituida en esta iglesia. 
La imagen de Santa Catalina, propiedad de la cuadrilla, es del siglo XVII. Es una talla de bella factura en la que destaca las hechura de su atuendo, con numerosos pliegues, y su larga melena, que reposa sobre sus hombros. La santa lleva en la mano derecha una espada y a sus pies yace la cabeza del tirano. La rueda de cuchillas es el símbolo de su martirio.

### La Mayor
La Cuadrilla de La Mayor se distribuía en torno a la iglesia de Santa María la Mayor, nombre con el que se conoció a partir del siglo XVI a la antigua parroquia de San Gil. En la plazuela de San Gil es donde El Común mantuvo sus reuniones a concejo abierto en la Alta Edad Media hasta la construcción de su palacio.
La imagen es una talla vestida realizada en el siglo XVIII que representa a la Virgen María. El cuerpo es un armazón de madera sobre el que se viste la túnica y mantos reales, blancos, lisos y bordados, respectivamente. La cabeza tiene una abundante cabellera de color castaño. La corona que luce en las procesiones es de plata y fue realizada a raíz de la restauración de las imágenes hace pocos años. En la Santa Misa, procesión y pleitesía realizada el Lunes de Bailas en honor a la Virgen de la Blanca en las Fiestas de San Juan, esta imagen aguarda en la Plaza Mayor, frente a su iglesia porque, aunque con diferentes advocaciones, Virgen María solo hay una.